# Ablabera rufipes
Ablabera rufipes är en skalbaggsart som beskrevs av Blanchard 1850. Ablabera rufipes ingår i släktet Ablabera och familjen Melolonthidae. Inga underarter finns listade i Catalogue of Life.